# Andrea Belicchi
Andrea Belicchi, född den 18 december 1976 i Parma, är en italiensk racerförare.